# Översteprästinnan

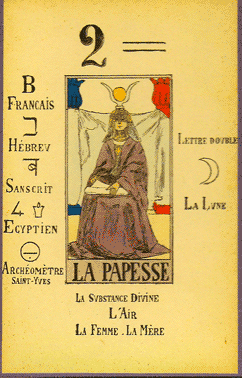
Översteprästinnan eller Papesse som kortet säger, mellan de två pelarna fast här i färgsättningen rött och blått och utan såväl solkors, månskära som bokstäverna B och J.

Översteprästinnan är ett av de 78 korten i en tarotkortlek och är ett av de 22 stora arkanakorten. Kortet ses generellt som nummer 2. Rättvänt symboliserar kortet intuition, det undermedvetna, mystik, spiritualitet, högre styrka och inre kraft. Omvänt symboliserar kortet förtryckt intuition, ytlighet, förvirring eller dolda motiv. Översteprästinnan framställs generellt sittande mellan två pelare i Salomos tempel. På den ena pelaren som är svart står bokstaven B för Boaz och på den andra som är vit står det J för Jachin. Översteprästinnan bär ett solkors och under sina fötter har hon en månskära. Kortet var ursprungligen en kvinnlig påve vilket framställs genom hennes hatt. Vad som inspirerade kortet är debatterat. Vissa menar att kortet har hämtat sin inspiration från Jesus från Nazareths mor Maria, medan andra menar att det är en symbol för tro då katolska kyrkan traditionellt har framställts som en kvinna. Åter andra menar att översteprästinnan kan föreställa legendariska eller faktiska kvinnliga påvar. Då kortet på 1800-talet började förknippas med djupare mystisk kunskap började också kortet ändra utseende. På tidiga 1900-talet började till exempel prästinnan framställas med den egyptiska gudinnan Isis horn alternativt Hathors huvudbodnad.